# Castell de Cameles
El Castell de Cameles és el castell medieval del poble de Cameles, a la comarca del Rosselló, Catalunya Nord.
Les seves restes estan situades en el punt més elevat, possiblement una mota natural, a uns 100 metres al nord de l'església de Sant Fruitós i del poble mateix. Actualment les restes són dins d'una propietat privada.

## Història
El territori de Cameles, documentat el 878, fou un alou d'Ansemund i la seva muller Quixol, pares de Sentill i avis de Guillem I de Vallespir (després, de Castellnou). Apareix documentat el 941 el kastro Camelas, i el seu territori incloïa el de Castellnou dels Aspres. Per contraposició al castell nou d'aquest darrer poble, el Castell de Castellnou, el castell vell seria el de Cameles. Amb la creació del vescomtat, els anys 988-990, s'inicià la construcció del castell nou.
Al segle xii era Pere de Cameles -el de la inscripció en un muntant de la porta de Sant Fructuós de Cameles, possiblement d'una branca lateral dels Castellnou, qui tenia el senyoriu de Cameles, com a vassall del vescomte. Cameles seguí sempre les mateixes vicissituds que el vescomtat de Castellnou.

## Les restes del castell
Molt arruïnat, queden restes de parets que dibuixen un edifici quadrat d'uns 17 metres de costat; es conserva un angle de l'edifici, el sud-oest, una part del mur meridional i una bona part de les parets est i oest. Amb un gruix d'1 metre, s'arriba a una alçada màxima d'1,5. A uns 5 m del mur septentrional es conserva el vall de la fortificació.
Està fet amb pedres petites ben arrenglerades, quasi sense treballar, unides amb morter, i en diversos llocs formen un opus spicatum poc acurat. Al mur oest es troba una obertura de 25 cm d'alt per 10 d'ample.
Versemblantment, per les característiques constructives, es tracta del castell documentat al segle x.